# Alfredo Cardona Peña
Alfredo Cardona Peña (San José, 11 de agosto de 1917 – Ciudad de México, 31 de enero de 1995) fue un ensayista, narrador y poeta; escritor de ciencia ficción y terror, costarricense nacionalizado mexicano. Cardona Peña vivió y escribió durante la mayor parte de su carrera en México, donde trabajó también en cómics para el editor Novaro; era "una figura singular en la historia de la ciencia ficción mexicana."

## Obra publicada[3]
Cuento: La máscara que hablaba, SEP, 1944. || El secreto de la reina, Amaranta/Costa Amic (Lunes, núm. 19), 1946. || La muerte cae en un vaso, Arana (Biblioteca de Estudios Literarios), 1962. || Cuentos de magia, de misterio y de horror, Finisterre (Relatos Extraordinarios, núm. 1), México/París, 1966. || La ramita, Técnica Gráfica, 1969. || Fábula contada, Universitaria Centroamericana, San José, 1972. || La nave de las estrellas, Editorial Costa Rica, San José, 1980. || Los ojos del cíclope, Diana, 1980. || Festival de sorpresas, Editorial Costa Rica, San José, 1983. || Viñetas terminales, Joaquín Mortiz, 1987. || Los mejores cuentos de magia, misterio y horror, Diana, 1990. || La camelia, Plaza y Valdés, 1992. || La ranita y otros cuentos de Juchitán, Ayuntamiento de Juchitán/CECA - Oaxaca/Casa de la Cultura Oaxaqueña, Urdimbre, 1992.
Ensayo: Crónica de México, Antigua Librería Robredo (México y lo Mexicano, núm. 23), 1955. || Pablo Neruda y otros ensayos, Ediciones de Andrea, Studium, núm. 7, 1955. || Semblanzas mexicanas. Artistas y escritores de México actual, Costa Amic (Biblioteca Mínima Mexicana, núm. 10), 1955. || Alfonso Reyes en la poesía, Instituto de Intercambio Cultural Mexicano-Ruso, Cultura, núm. 6, 1956. || En amistad y diálogo, Manuel Porrúa (Biblioteca Mexicana, núm. 27), 1961. || Recreo sobre las Letras, Ministerio de Educación, (Contemporáneos, núm. 14), San Salvador, 1961. || El monstruo en su laberinto (Conversaciones con Diego Rivera, 1949–1950), Costa Amic, 1965. || Danza de rostros, SEP (Cuadernos de Lectura Popular, núm. 179), 1969. || La entrevista literaria y cultural, UNAM (Poemas y Ensayos), 1978. || Viento en prosa, Editorial Costa Rica, San José, 1982. || Oaxaca en el mundo y temas precolombinos, Casa de la Cultura de Juchitán, 1988.
Poesía: El mundo que tú eres, Imprenta Universitaria, 1944. || Cincuenta años de poesía, Oasis (Percance), 1948. || Valle de México, Cuadernos Americanos, 1949. || Bodas de tierra y mar, Gráfica Panamericana, 1950. || Poemas numerales (1944–1948), Guatemala, Ministerio de Educación Pública, (Contemporáneos, núm. 17), 1950. || Los jardines amantes, Cuadernos Americanos, núm. 23, 1952; Conaculta (Lecturas Mexicanas), 1992. || Recreo sobre las barbas, Jus (Bajo el Signo de “Ábside”), 1953. || Zapata, Cuadernos de Artes de México, núm. 4, 1954. || Alfonso Méndez Plancarte (1909–1955), Manuel Porrúa, 1955. || Poema nuevo, sobretiro de Cuadernos Americanos, 1955; Malpaís ediciones (Archivo negro de la poesía mexicana), 2015. || Primer paraíso, Juan Pablos (Los Presentes, núm. 28), 1955. || El pueblo que eres tú, e.a. 1956. || Lectura de Dante, Cuadernos Julio Herrera y Reissig, núm. 56, Montevideo, 1958. || Sonetos enamorados, Cuadernos del Cocodrilo (Textos Amorosos, núm. 6), 1958. || Mínimo estar, sobretiro de Cuadernos Americanos, 1959. || Oración futura (plaquette), suplemento de Ecuador 0º0'0'', Revista de Poesía Universal, 1959. || Poesía de pie, Ediciones de Andrea, Los Presentes, núm. 74, 1959. || Poema de la juventud, Ecuador 0º0'0''/Revista de Poesía Universal, 1960. || Poema del retorno, Ecuador 0º0'0''/Revista de Poesía Universal, 1962. || Lectura de mi noche (plaquette), San José, L'Atèlier, 1963. || Cosecha mayor (1944–1964), Editorial Costa Rica (Biblioteca de Autores Costarricenses), San José, 1964. || Poemas de nuestro tiempo (plaquette), Cuadernos Americanos, 1964. || Confín de llamas, FCE (Tezontle), 1969. || Asamblea plenaria , Joaquín Mortiz, 1976. || Sonetos al soneto, sobretiro de Novaro, 1976. || Trampa del olvido, sobretiro de Cuadernos Americanos, 1977. || Segunda asamblea plenaria, Alcaraván, 1978. || Anillos en el tiempo, Editorial Costa Rica, San José, 1980. || Llama poética para El Salvador, e.a., 1982. || Selección poética, Institución Cultural de Cantabria (Pliegos de Poesía Peña Labra), Santander, 1988.

Premios:
Premio Centroamericano de Poesía, 1948 (Guatemala).
Premio Continental de Poesía, 1951 (Washington).
Premio Nacional de Poesía, 1961 (Costa Rica).
Premio Nacional de Poesía Aquileo J. Echeverría, 1962 (Costa Rica).
Premio Carmen Lira de Literatura Infantil, 1978 (Costa Rica).
Premio Nacional de Poesía de Campeche, 1984.
Presea Sor Juana Inés de la Cruz, 1984.
Premio Nacional de Cultura Manuel Gómez Celedón, 1985 (Costa Rica).
Premio de Cuento de la California Hispanic Society de Los Ángeles, 1989.